# Minkwitz (Leisnig)
Minkwitz ist ein Ortsteil der Stadt Leisnig im Landkreis Mittelsachsen. 1990 hatte der Ort 348 Einwohner. 1992 wurde Queckhain eingemeindet, 1992 ging er mit diesem nach Leisnig.

## Geschichte
Das Dorf Minkwitz ist sorbischen Ursprungs, erkennbar an der Tatsache, dass es noch 1403 Wachkorn ins Vorwerk Tragnitz liefern musste, eine Abgabe, die wohl alle Dörfer zu liefern hatten, die vor der Bildung des Burgwards Leisnig entstanden waren.
1213 wurde Theodericus de Minkewiz als Zeuge für den Burggrafen von Leisnig genannt. 1217 erfolgte eine Restitution von Besitz an das Kloster Buch; es ging vermutlich um den Eichberg in der Flur Paudritzsch/Minkwitz, der durch verschiedene Herren entfremdet oder mehrfach vergeben worden war. Daran sind auch die Brüder Theodericus de Minkewiz und Tammo beteiligt. Den gesamten Berg erhielt wieder das Kloster. 1272 wurde Ritter Heinrich von Minkwitz als Zeuge für den Burggrafen in Leisnig genannt, ebenso 1277. 1287 war er Zeuge für Bgf. Otto von Wettin.
1292 übertrug der Burggraf von Leisnig dem Kloster Buch zwölf Schilling in Minckuwizch, die sein ehemaliger Vogt Otto von Altenberg dem Kloster verkauft hatte, nachdem er sie dem Burggrafen aufgelassen hatte. 1330 schenkte Bgf. Heinrich dem Kloster den Zehnt, den ehemals Hermannus de yrrenberg & Heynricus de Scheytyn in Minkewitz zu Lehen hatten. 1354 verkaufte Waltmann von Lintbach dem Kloster Buch einen Zehnt in mynkewicz, nachdem er ihn dem Burggrafen von Leisnig aufgelassen hatte, die Burggrafen übertrugen ihn danach an das Kloster.
1378 hatte Minkwitz jährlich 22 Scheffel Korn und dasselbe in Hafer, dazu ein Küchenrind, an das castrum Leisnig zu liefern.
1496 werden Bauern von Minkwitz namentlich genannt, deren Abgaben nun an den neu errichteten Altar Compassionis Mariae in der Matthäi-Kirche Leisnig gehen sollten, nämlich Hans Heinrich Michaelis, Iorge Dittman, Andres Arßmann, Benisch Fridorff, Blasius Tham, Lucas Gritener, Matts Früuff. 1502 verkaufte Nickel von Kötteritzsch auf Sitten das restliche Dorf mit dem Vorwerk an das Kloster Buch (auf Wiederkauf), nach entsprechender Auflassung: namhaftig Jacoff Schonenbergk, Andres Arschman, Valten Hoyer, Jorge Jhenichen, Nickel Rumpold, Hans Erlich, Balthazar Fruwff, Lucas Guttener, Peter Heinrich, Pawell Schmidt, Nickell Profant.
1548 nennt das Amtserbbuch von Kloster Buch zu Minkwitz „11 besessene Mann, darunter 6 Pferdner, die sind alle dem Kloster Buch lehen- und zinsbar“ mit 13½ Hufen. Das Obergericht gehörte ins Amt Leisnig, das Erbgericht ins Amt Kloster Buch. 
Der Ort war stets nach Leisnig gepfarrt. 
Der Herrensitz in Minkwitz ist nicht lokalisierbar. Der Burgsterl östlich von Minkwitz wird als Stammsitz der Herren von Mildenstein angesehen.
Am 1. Januar 1952 wurde die bis dahin eigenständige Gemeinde Queckhain eingegliedert.